# Norsko na Letních olympijských hrách 1912
Norsko na Letních olympijských hrách 1912 ve švédském Stockholmu reprezentovalo 190 sportovců, z toho 188 mužů a 2 ženy. Nejmladším účastníkem byl Harry Svendsen (17 let, 188 dní), nejstarším pak Alfred Stabell (50 let, 153 dní). Reprezentanti vybojovali 9 medailí, z toho 4 zlaté, 1 stříbrnou a 4 bronzové.

## Medailisté
| Medaile | Jméno | Sport                | Disciplína                       |
| ------- | --- | -------------------- | -------------------------------- |
| Zlato   | Isak Abrahamsen Hans Beyer Hartmann Bjornsen Alfred Engelsen Bjarne Johnsen Sigurd Jorgensen Knud Leonard Knudsen Alf Lie Rolf Lie Tor Lund Petter Martinsen Per Mathiesen Jacob Opdahl Nils Opdahl Bjarne Pettersen Frithjof Salen Oistein Schirmer Georg Selenius Sigvard Sivertsen Robert Sjursen Einar Strom Gabriel Thorstensen Thomas Thorstensen Nils Voss | Sportovní gymnastika | volné cvičení - družstvo         |
| Zlato   | Thomas Aas Andreas Brecke Torleiv Corneliussen Thoralf Glad Christian Jebe | Jachting             | 8 m - klasa                      |
| Zlato   | Johan Anker Nils Bertelsen Eilert Falch-Lund Halfdan Hansen Magnus Konow Arnfinn Heje Alfred Larsen Petter Larsen Christian Staib Carl Thaulow | Jachting             | 12 m - klasa                     |
| Zlato   | Ferdinand Bie | Atletika             | Muži pětiboj                     |
| Stříbro | Gudbrand Skatteboe Ole Sæther Østen Østensen Albert Helgerud Olaf Sæther Einar Liberg | Sportovní střelba    | družstvo - karabin               |
| Bronz   | Arthur Amundsen Jørgen Andersen Trygve Bøyesen Georg Brustad Conrad Christensen Oscar Engelstad Marius Eriksen Axel Henry Hansen Petter Hol Eugen Ingebretsen Olaf Ingebretsen Olof Jacobsen Erling Jensen Thor Jensen Frithjof Olsen Oscar Olstad Edvin Paulsen Carl Alfred Pedersen Paul Pedersen Rolf Robach Sigurd Smebye Torleif Torkildsen                  | Sportovní gymnastika | družstvo                         |
| Bronz   | Claus Høyer Reidar Holter Magnus Herseth Frithjof Olstad Olav Bjørnstad | Veslování            | čtyřka s kormidelníkem           |
| Bronz   | Engebret Skogen | Sportovní střelba    | 300 m 3 pozice, vojenský karabin |
| Bronz   | Molla Bjurstedtová | Tenis                | Ženy dvouhra                     |